# Kharja
La kharja (in arabo خرجة‎‎?, 'finale'; in lingua spagnola jarcha) è una brevissima composizione lirica, di massimo quattro versi, che caratterizza la letteratura di al-Andalus, la Spagna musulmana.
Le kharjas costituivano i versi finali di un poema strofico arabo o ebraico chiamato muwaṡṡah. La strofa finale di un poema muwaṡṡah si differenzia linguisticamente dalle strofe precedenti. Le kharǧāt (plurale arabo di kharǧa) sono composte o nella lingua colloquiale ispano-araba o nella lingua romanza parlata dagli Andalusi, che alcuni romanisti chiamano dialetto mozarabico.
Il teorico egiziano della letteratura medievale Ibn Sanā’ al-Mulk (1155–1211) ha scritto una poetica del muwaṡṡah nell'introduzione alla sua antologia "Dar al-ṭirāz". In essa menziona, tra le altre cose, che la kharja può essere scritta anche in una lingua non araba:
(Martin Hartmann, Das Muwassah: das arabische Strophengedicht; eine Studie der Geschichte und der Dichter einer der Hauptformen der arabischen Verskunst; mit Formenlisten, Versmassen und Namenregister, Weimar 1897 & Gießen 1896. Neudruck Amsterdam, 1981, p. 101)
Questo fenomeno di alternanza linguistica si chiama code switching, commutazione di codice.
Secondo l'arabista spagnolo Federico Corriente (anno dell'ultima fonte disponibile 1998) sono note 68 kharjas con elementi romanzi: 42 della serie araba e 26 della serie ebraica.
Il loro studio richiede la collaborazione interdisciplinare di arabisti, ebraisti e ispanisti.
Il primo passo della decifrazione, la traslitterazione dei manoscritti medievali, scritti in consonanti arabe ed ebraiche, richiede una profonda conoscenza della paleografia semitica. Dato che queste kharjas romanze sono anche scritte in lettere ebraiche o arabe, non si trovano le vocali. La vocalizzazione (trascrizione), il secondo passo della decifrazione, necessita interpretazioni che hanno portato a risultati diversi.
Dopo l'espulsione dei musulmani dall'al-Andalus, i manoscritti originali furono copiati all'estero da copisti che non conoscevano una parola di spagnolo. Pertanto si sono introdotti errori di copiatura. Questo fatto richiede emendazioni, cioè correzioni in alcune parti della scrittura semitica, prima di procedere con la vocalizzazione.
Le kharjas mozarabe sono considerate le testimonianze più antiche di poesia in una lingua romanza. Esistono esempi a partire dalla metà dell'XI secolo.

## La scoperta sensazionale delle kharjas
(Paolo Azzone, Le kharjas. Frammenti di letteratura erotica medioevale in lingua mazarabica, p.21)
Nel 1948 l'orientalista Samuel Miklos Stern stava lavorando a Oxford alla sua dissertazione sulla poesia medievale di al-Andalus, il muwaṡṡah di poeti ebrei ed arabi. Le sue fonti erano frammenti di manoscritti medievali trovati nella Geniza del Cairo, e conservati in Inghilterra. Durante la sua ricerca, studiando, traslitterando e trascrivendo la grafia ebraica nell'alfabeto latino, scoprì che venti muwāšaḥaāt contenevano kharjas romanze o parzialmente romanze che pubblicò nello stesso anno in suo famoso articolo scritto in lingua francese: Les vers finaux en espagnol dans les muwaššaḥs hispano-hébraïques. Une contribution à l'histoire du muwaššaḥ et à l'étude du vieux dialecte espagnol « mozarabe », in: Al-Andalus, Revista de las escuelas de estudios árabes de Madrid y Granada, XII (1948), pp. 299–346.
Dopo la pubblicazione di Stern (1948) delle 20 kharjas trovate in muwaššaḥs ebrei, l'arabista spagnolo Emilio García Gómez pubblicó (1952) 24 kharjas trovate in muwaššaḥs arabi. Queste pubblicazione innescano una reazione a catena nel mondo della filologia romanza:
(Federico Corriente Córdoba, The “Kharjas”: An updated survey of theories, texts and their interpretation. In: Romance Philology , Spring 2009, Vol. 63, No. 1,  pp. 115-116. (JSTOR, URL permanente))
Nel 1988 l'arabista inglese Alan Jones pubblicò per la prima volta i facsimili dei manoscritti arabi originali delle kharjas, denominati "Ms. G.S. Colin" dal nome del loro defunto proprietario francese. Alan Jones criticó ferocemente il lavoro del suo collega spagnolo Emilio Gracía Gómez: nel suo libro Las jarchas de la serie árabe en su marco (1965) nessuna trascrizione è esente da errori (“not one transcription is completely accurate”).. L'arabista spagnolo Federico Corriente Córdoba si unisce alla critica di Alan Jones:
((ES) Anne Cenname: Las jarchas romances. Voces de la Iberia medieval. UCOPress, Editorial Universidad de Córdoba, edual, Editorial Universidad de Almería; Córdoba/Almería 2020, ISBN 978-84-1351-049-1. (Con un'appendice contenente immagini di manoscritti in caratteri arabi ed ebraici, p. 32))
Gli originali della serie ebrea sono ora parzialmente digitalizzati.

## Prima testimonianza dell'esistenza di poesia in una lingua romanza
La sua importanza risiede nel fatto di essere la testimonianza letteraria più antica che si conosca in un dialetto romanzo (1042), quindi mezzo secolo prima della poesia lirica occitana dei trovatori (Guglielmo IX d'Aquitania), intorno all'anno 1100.
La scoperta delle "jarchas" (1948/1952) provocò una certa euforia, soprattutto in Spagna. I grandi filologi di allora, Ramón Menéndez Pidal e Dámaso Alonso, opinarono che nelle "haragât" con elementi romanzi si riflettesse una poesia lirica romanza anteriore alla dominazione musulmana di Al-Andalus. Dámasio Alonso parlava delle testimonianze di una «Primavera precoce della lirica europea». Lo spagnolo arabista Emilio García Gómez non solo condivise questa opinione, ma considerò il genere del "muwassah" frutto di influenze metriche romanze sulla tradizione della poesia araba classica.
Tre decenni dopo, quando l'euforia si era placata, altri filologi sostennero un'altra ipotesi: l'idea che le "haragât" con elementi romanzi non fossero tracce di un'antica lirica romanza anteriore alla dominazione musulmana di Al-Andalus, ma piuttosto creazioni degli stessi autori, sia arabi che ebrei (per esempio il poeta ebreo Yehuda Ha-Levi) delle "muwassahât" che le contengono, ovvero arguzie finali che riflettevano il bilinguismo e la situazione culturale di Al-Andalus nei secoli XI e XII.
L'esistenza della kharja testimonia una stretta relazione fra tre culture – romanza, araba ed ebraica – nell'Al-Andalus multilingue.

## La voce è sempre femminile
Il tema di queste canzonette romanze è sempre l'amore. La voce appartiene sempre a una donzella innamorata che si rivolge al suo amato, a sua madre o alle sorelle e amiche, rappresentando quindi un'anticipazione delle cantigas de amigo galiziano-portoghesi che si diffusero nei secoli successivi:
(Michel Zink, Bienvenue au Moyen Âge, Éditions des Équateurs, Paris 2015, pp. 26-27, ISBN 978-2-84990-375-9.)
La tristezza espressa dalla donna rappresenta la catarsi, in cui la donna non è oggetto bensì soggetto di un'emozione fortissima, da cui deriva grande sofferenza.

## Un esempio della serie ebrea
La più antica kharja mozarabica (prima del 1042), kharja n° 18 (Stern), n° I (Solà-Solé), scritta con lettere ebraiche nel manoscritto originale, serve da esempio. 
Da sinistra a destra 1) Testo originale nelle lettere ebraiche, 2) traslitterazione del testo nel alfabeto consonantico ebraico al alfabeto latino 3) Tentativo (ipotetico) di trascrizione con vocali  3)Traduzione in spagnolo di oggi 4) Traduzione in italiano:
1 תנת אמרי תנת אמרי‎‎

2 חביב תנת אמרי‎‎

3 אנפרמירון וליוש גידש‎‎

4 ידולן תן מאלי‎‎
tnt 'm'ry tnt 'mry

hbyb tnt 'm'ry

'nfrmyrwn wlywš gydš

ydwln tn m'ly.
¡Tant' amare, tant' amare,

habibi, tant' amare!

enfermeron welyoš gayados

ya duolen tan male.
¡Tanto amar, tanto amar,

amigo mío, tanto amar!,

[que] enfermaron los ojos llorosos,

ya duelen mucho.
Tanto amare, tanto amare,

Amico, tanto amare,

Si ammalarono gli occhi lacrimanti

E fanno tanto male.
Glossario:
A causa dell'influenza della lingua araba vi sono molte parole che appartengono ad essa, come " habib " nel secondo verso.
2 habib (arabo) = amico, amato; 3 welyoš (mozarabico) = occhi. 3 gayados = lacrimanti
Il romanista romeno Dimitrie Găzdaru ha proposto nel 1963, per ragioni logiche, una diversa interpretazione di questa antichissima kharja. Egli suggerì di sostituire il verbo 'amar' con 'mirar' ('guardare' o 'osservare'), poiché solo lo sguardo può provocare dolore agli occhi:
Tan te mirai, tan te mirai, habib tan te mirai (ti ho guardato tanto, amico, ti ho guardato tanto)
(Dimitrie Găzdaru, La más antigua kharja mozárabe. Nueva transcrpción e interpretación. In: Filología 9/1963, p. 75, Buenos Aires.)

## La vivace polemica nel giornale La Corónica
(Richard Hitchcock, The Fate of the Kharjas: A Survey of recent publications. In: Bulletin (British Society for Middle Eastern Studies), vol. 12 n°2 (1985), p.175, ISSN 0305-6139.)
Negli anni Ottanta, a partire dal provocatorio articolo dell'arabista inglese Richard Hitchcock, si scatenò un acceso Kharja-Debate (dibattito Kharja) nella rivista specialistica statunitense La Corónica, una rivista dedicata alle lingue, letterature e culture medievali ispaniche. Il dibattito riguardava questioni metriche e la percentuale di parole romanze nelle cosiddette Kharjas mozarabe. Inoltre, si discuteva se si trattasse di preesistente poesia popolare ispano-iberica.
La intensità della polemica è testimoniata dai sorprendentemente frivoli e divertenti titoli degli articoli come:
- Speed or bacon? Further meditations on professor Alan Jones' Sunbeams (Samuel Armistead, La Corónica 10/1982),
- Pedir peras al olmo. On Medieval Arabs and Modern Arabists (James T. Monroe, La Corónica 10.2/1982),
- The 'mamma' of the 'kharjas'or some doubts concerning Arabists and Romanists (Keith Winnom, La Corónica 11/1982),
- Albas, mammas and Code-Switiching in the 'Kharjas': A Reply to Keith Winnom (1983) (Samuel G. Armistead, La Corónica 11/1983),
- Eppur se muove (Alan Jones, La Corónica 12.1/1983),
- Beaches Whales and roaring mice: Additional Remarks on hispano-arabic Strophic Poetry (Samuel G. Armistead e James T. Monroe, La Corónica 13/1985),
- Pet Theories and Paper Tigers: Trouble with the kharjas (Samuel G. Armistead, La Corónica 14/1985),
- A sounding brass and Tinkling Cymbal  (James T. Monroe, La Corónica 15.2/1987),
- Virgins misconceived: Poetic voice in the Mozarabic Kharjas (Mary Jane Kelly, La Corónica 19.2/1991).

Il romanista tedesco Georg Bossong riassume metaforicamente la critica degli inglesi Richard Hitchcock e Alan Jones alla ricerca sulla khardja spagnola, mentre allo stesso tempo critica severamente il libro di Alan Jones:
(Georg Bossong, The kharadjāt. In: Ruth Fine and Susanne Zepp (ed.): Jewish Literatures in Spanish and Portuguese. A Comprehensive Handbook. Walter de Gruyter Berlin 2022, terzo capitolo, pp. 55-80, ISBN 978-3-11-053106-0,  Kharja,  p. PT91..)